# Монастир Тіла Господнього
Монасти́р Ті́ла Госпо́днього (італ. monastero del Corpus Domini) — католицький жіночий монастир в Італії, у місті Феррара. Входить до складу Феррарсько-Комакійської діоцезії. Належить Ордену бідних кларисок. Названий на честь Тіла і Крові Господа Нашого Ісуса Христа. Закладений 1406 року як жіночий покаянний дім. 1431 року перетворений на монастир, розбудований у пізньо-готичному і ренесансному стилі. Був домом святої Катерини Болоньської у 1431—1456 роках. Служив як родова усипальниця феррарських герцогів із Естенського дому. Згорів 1667 року. Головна монастирська церква перебудована у пізньо-бароковому стилі.

## Поховання
- Нікколо III д'Есте (1383—1441), маркіз феррарський, моденський і реджоський (1393—1441).
- Леонелло д'Есте (1407—1450), маркіз феррарський, моденський і реджоський (1441—1450).
- Елеонора д'Арагона
- Ерколе I д'Есте (1431—1505), герцог феррарський, моденський і реджоський (1471—1505).
- Альфонсо I д'Есте (1476—1534), герцог феррарський, моденський і реджоський (1505—1534).
  - його дружина Лукреція Борджія (померла 1519 року)
  - Лукреція д'Есте
- Ерколе II д'Есте (1508—1559), герцог феррарський, моденський і реджоський (1534—1559).
- Лукреція ді Козімо Медічі
- Альфонсо II д'Есте (1533—1597), герцог феррарський, моденський і реджоський (1559—1597).

## Галерея

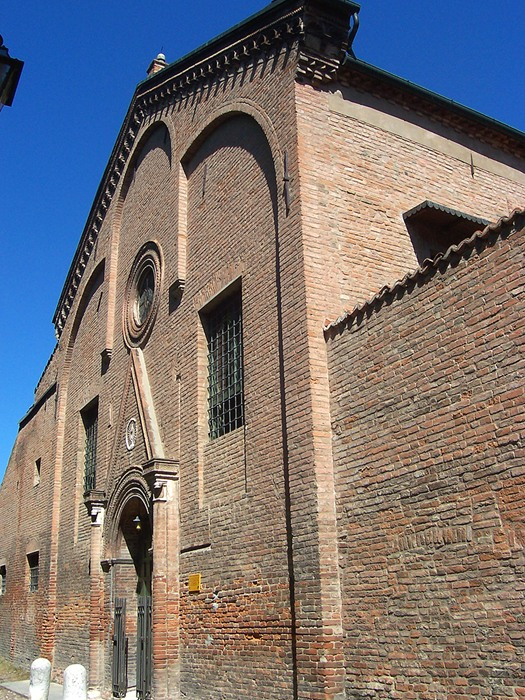
Екстер'єр монастирської церкви
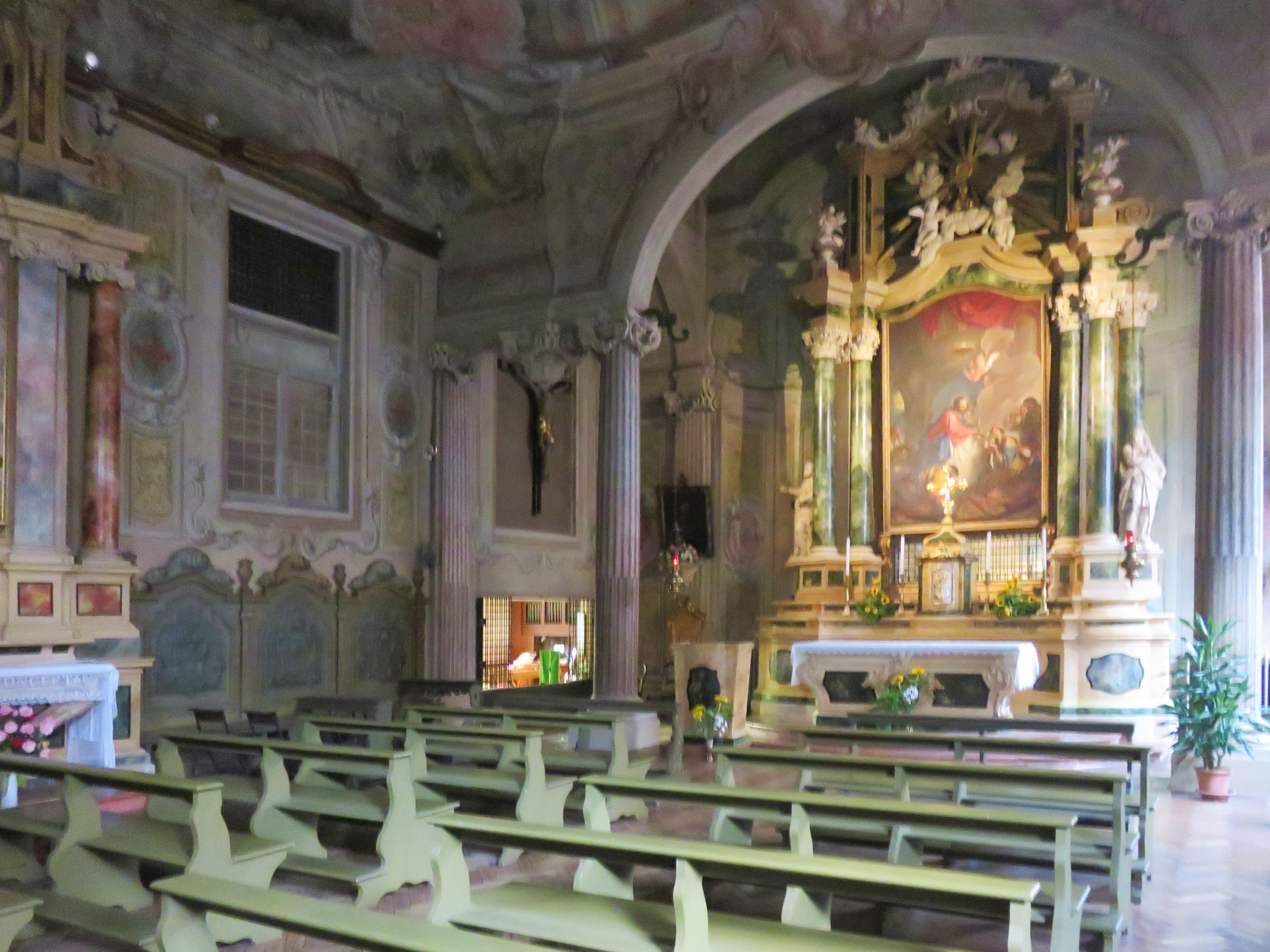
Інтер'єр монастирської церкви
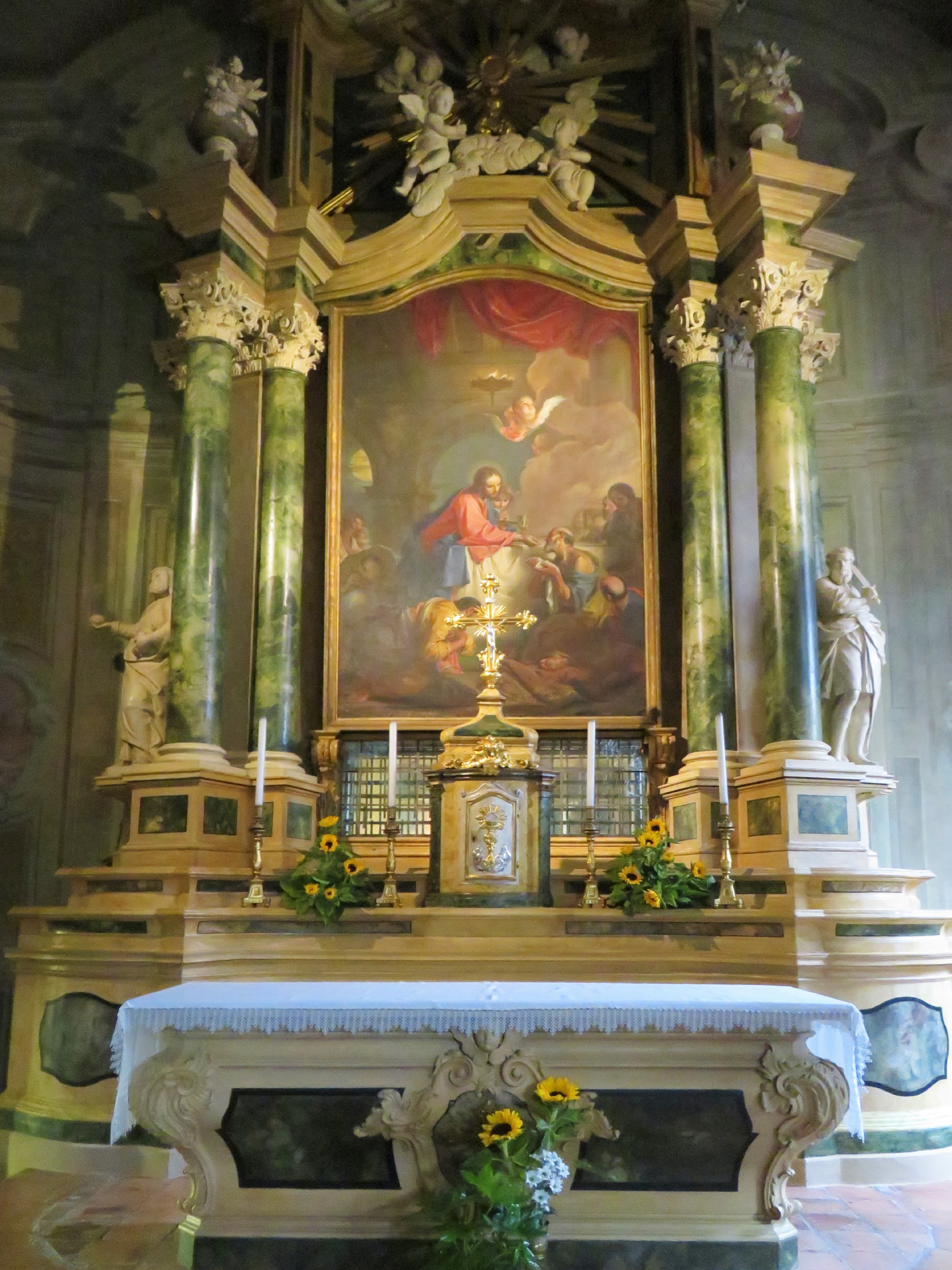
Інтер'єр монастирської церкви. Вівтар
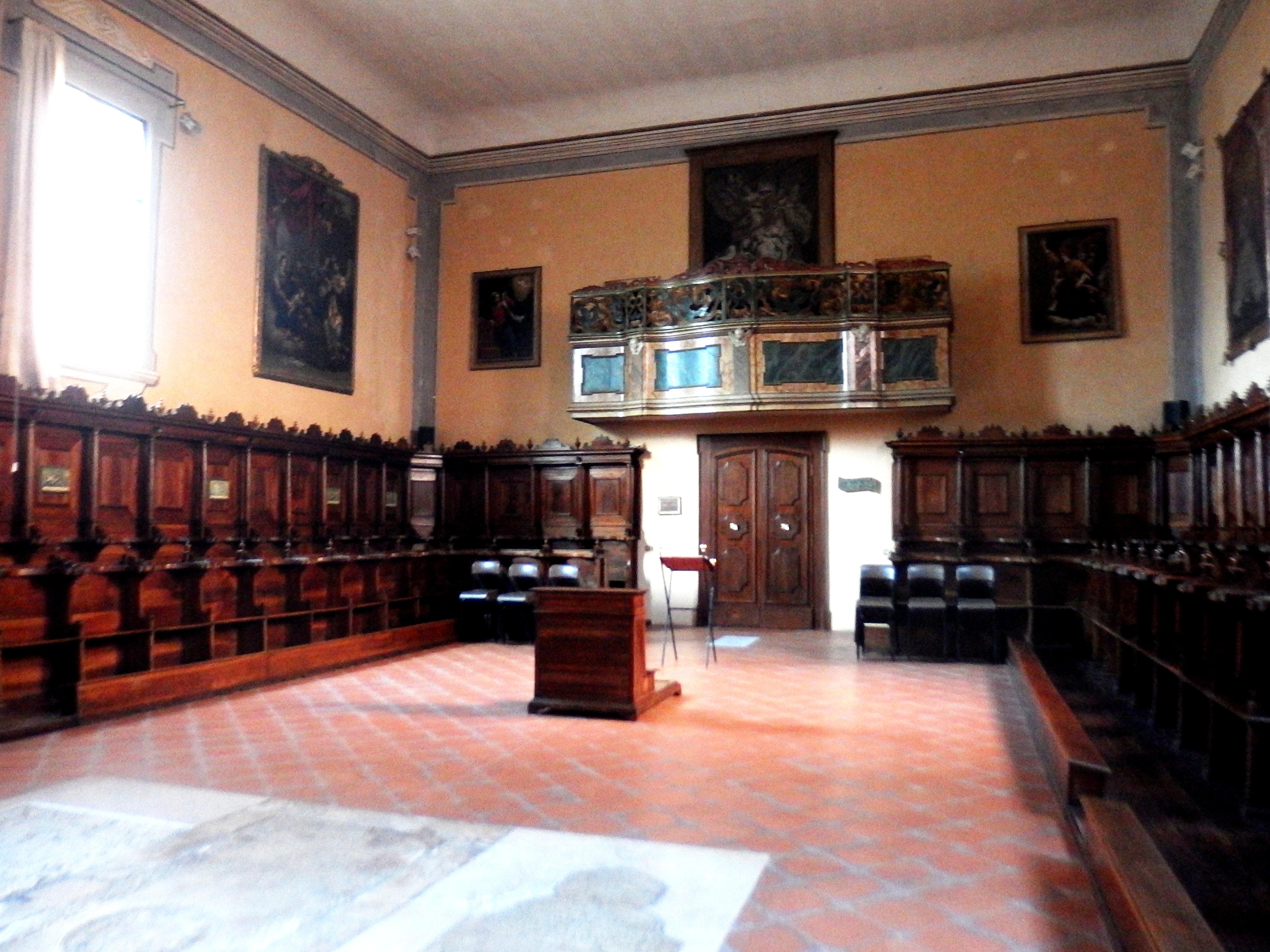
Зала кларисок